# Schistomitrium apiculatum
Schistomitrium apiculatum är en bladmossart som beskrevs av Frans François Dozy och Molkenboer 1846. Schistomitrium apiculatum ingår i släktet Schistomitrium och familjen Dicranaceae. Inga underarter finns listade i Catalogue of Life.